# 考托河

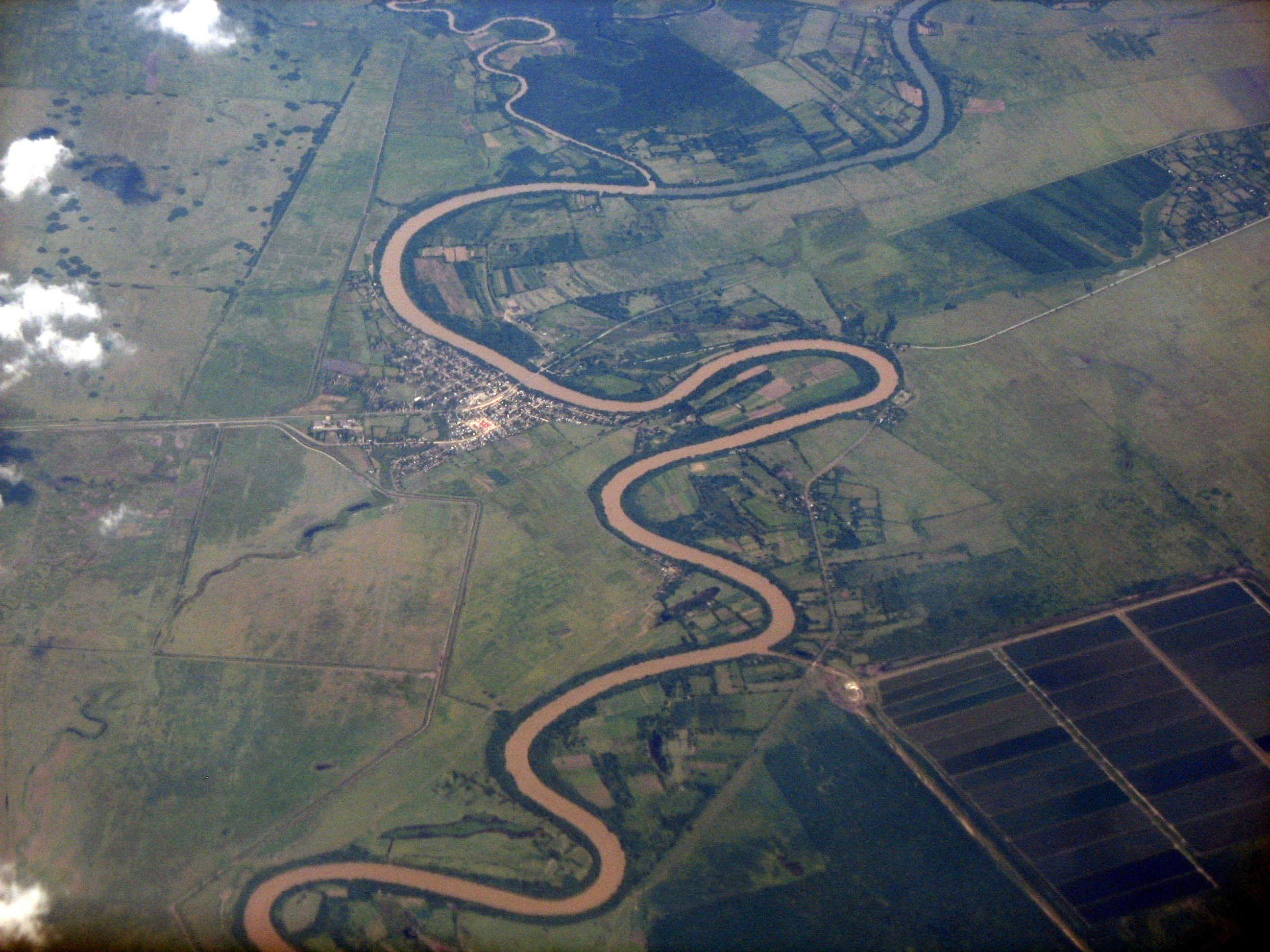

考托河是古巴的河流，位於該國東南部，河道全長343公里，發源自馬埃斯特臘山脈北麓，最終注入瓜卡納亞沃灣，流域面積8,928平方公里。
20°32′57″N 77°14′30″W / 20.54917°N 77.24167°W